# Fippataleyrodes
Fippataleyrodes es un género de insectos hemípteros de la familia Aleyrodidae, subfamilia Aleyrodinae. El género fue descrito primero por Sundararaj & David en 1992.

## Especies
La siguiente es la lista de especies pertenecientes a este género.
- Fippataleyrodes cinnamomi Dubey & Sundararaj, 2005
- Fippataleyrodes indica Sundararaj & David, 1992
- Fippataleyrodes litseae Sundararaj & David, 1992
- Fippataleyrodes multipori Dubey & Sundararaj, 2005
- Fippataleyrodes yellapurensis Dubey & Sundararaj, 2005